# キネマ東京
キネマ東京（キネマとうきょう）は、かつて存在した映画の製作、テレビ番組の制作プロダクション。

## 概要
1977年、今村昌平のスタッフだった「高橋松男」が設立。多数の映画・テレビドラマ・バラエティ番組を作ってきた。
2000年、名古屋市のレンタルビデオソフト卸会社「グルーヴコーポレーション」の資本参加で「株式会社グルーヴキネマ東京」を設立し、映画製作を続ける。
2024年現在は、グルーヴキネマ東京が後継会社として全作品の権利を継承管理している。

## 製作作品の一部（グルーヴキネマ東京分も含む）

### 映画
- ビルマの竪琴
- 典子は、今
- 次郎物語
- 人間の約束
- 親鸞 白い道
- 青い山脈88
- 稚内発・学び座
- きみが輝くとき
- 一杯のかけそば
- 親鸞 白い道
- 不良少年（ヤンキー）の夢
- 人間の砂漠
- 螢川
- 親分はイエス様

### テレビ
- ザ・ガマン
- ザ・対決
- スター㊙どっきりテレビ
- ビックアクションカメラ
- 本気でライバル
- 芸能社会